# Stefan Łoś
Stefan Łoś herbu Dąbrowa (ur. 19 lipca 1901 w Bobinie pod Pińczowem, zm. 9 marca 1955 we Wrocławiu) – polski pisarz, działacz harcerski, podróżnik. Ofiara represji stalinowskich.

## Życiorys
W okresie międzywojennym był podróżnikiem, autorem korespondencji z Brazylii i Argentyny dla kilku gazet, książek harcerskich, uczestnikiem zlotów międzynarodowych, drużynowym 1. Warszawskiej Drużyny Harcerskiej im. Romualda Traugutta Czarna Jedynka przy VI Gimnazjum, następnie Liceum Ogólnokształcącym im. Tadeusza Reytana w Warszawie, a potem 2 WDH przy Gimnazjum im. Jana Zamoyskiego w Warszawie. Brał udział w wojnie polsko-bolszewickiej 1920 roku, a w czasie II wojny światowej działał w AK. W połowie lat 30. został wydalony ze Związku Harcerstwa Polskiego pod zarzutem pedofilii.
W latach 50. był prezesem Oddziału Związku Literatów Polskich we Wrocławiu. Zaopiekował się Markiem Hłaską, utwierdzając go w przekonaniu o talencie literackim i konieczności zajęcia się pisaniem, zamiast „szoferowania”. Wystarał się dla Hłaski o stypendium w centrali ZLP. Przez pewien czas udzielał mu własnego mieszkania, zabiegając bezskutecznie o jego względy. Stefan Łoś nie krył się (ale i nie afiszował) ze swoją homoseksualną orientacją.
Mimo wysokiej pozycji jako prezesa oddziału ZLP nie uniknął prześladowań w okresie stalinowskim. Przyczyną był zapewne jego hrabiowski tytuł, antybolszewicka Strażnica i działalność w przedwojennym harcerstwie. Po 1947 r. nie wydano żadnej z jego książek: Wilkołaki, Opowieści tropikalne, Skarb Puszczy (fragmenty drukowało „Słowo Polskie” i inne pisma). Dopiero po 1953 wspólnie z Ewą Szymańską napisał dwa wodewile: Tor przeszkód i Klucz do Arsenału (wydany także drukiem przez „Czytelnika”) – mało ambitne, ale cieszące się dużą popularnością na tle panującego propagandowego socrealizmu. Aresztowany był dwukrotnie: w roku 1950 na krótko, a ponownie w 1954 r. bez podania przyczyn ani postawienia zarzutów. Był torturowany. Wypuszczony po roku, ciężko chorował – na gruźlicę i raka płuc i wkrótce zmarł. Pochowany na Cmentarzu św. Wawrzyńca we Wrocławiu.

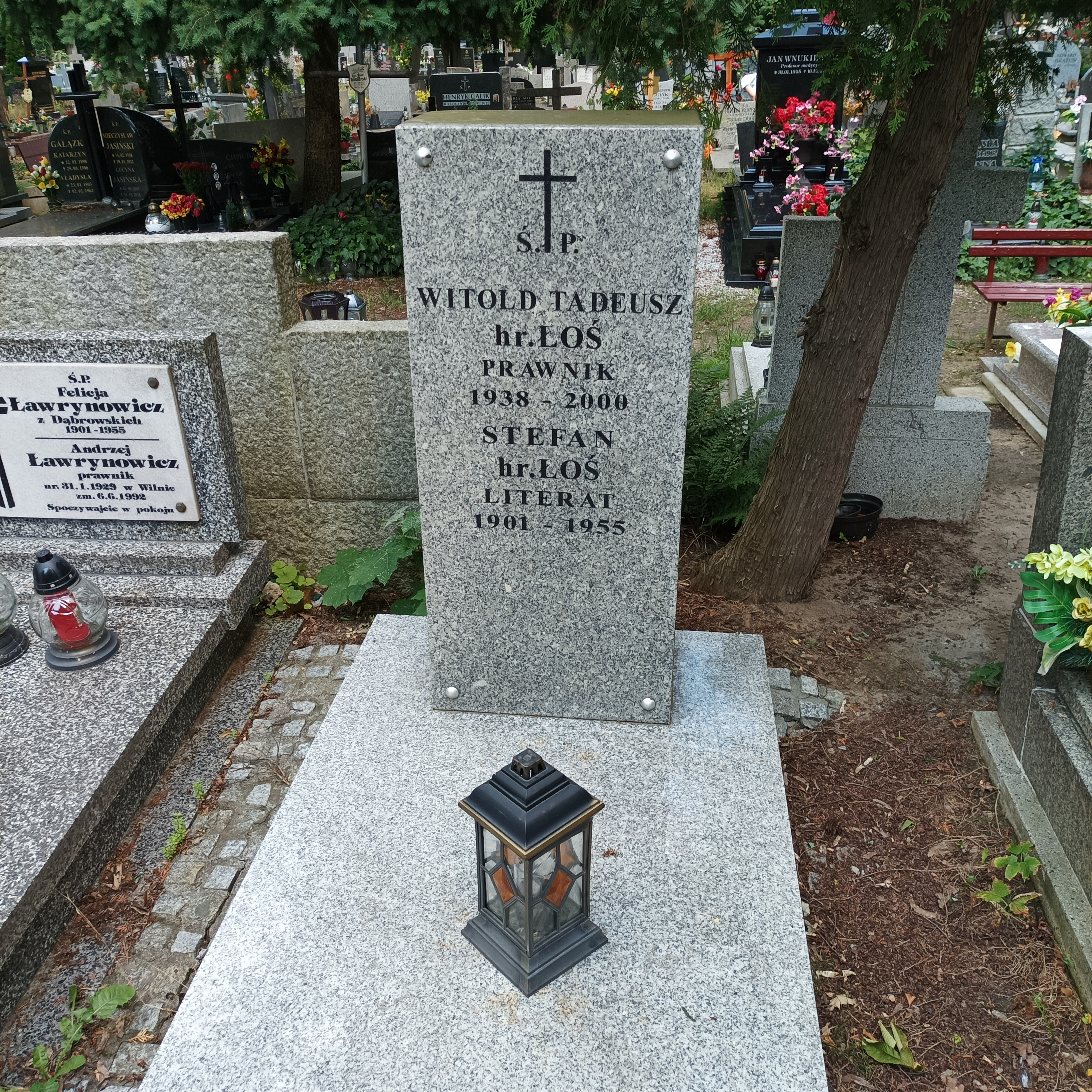
Grób Stefana Łosia na cmentarzu św. Wawrzyńca we Wrocławiu

## Twórczość
- Strażnica (1931) – powieść dla młodzieży o wojnie polsko-bolszewickiej
- Szajka (1935) – powieść dla młodzieży
- Tor przeszkód – wodewil o tematyce sportowej
- Klucz do Arsenału – wodewil historyczny o Insurekcji Kościuszkowskiej